# آرفلو
آرفلو (بالفرنسية: Harfleur )‏ هي بلدية فرنسية تابعة لإقليم  السين البحرية بمنطقة نورماندي بشمال فرنسا.

## توأمة
لآرفلو اتفاقيات توأمة مع كل من:
- برامشه
- ليندو
- Rollo Department [الإنجليزية]‏

## أعلام
- فلورينت هانين
- فيكاش دوراسو
- تشارلز نزوغبيا